# Acariosi
L'acariosi, també anomenada acarosi, és una malaltia causada per àcars. En plantes, hi ha l'acariosi de la vinya, produïda pel Phyllocoptes vitis o la del crisantem pel Paraphytoptus chrysantemi. En humans hi ha l'acariosi urinària o intestinal provocada per Acarus siro, Tyrophagus putrescentiae, Dermatophagoides farinae, Dermatophagoides pteronyssinus, Glycyphagus domesticus, Glyciogagys ornatus, Carpoglyphus lactis i Tarsonemus granaries.